# Élections régionales de 1980 au Piémont
Les élections régionales de 1980 au Piémont (en italien : Elezioni regionali in Piemonte del 1980) se tiennent les 8 et 9 juin 1980 afin d'élire les 60 membres de la IIIe législature du conseil régional du Piémont.

## Contexte
Lors du dernier scrutin régional, le Parti communiste italien parvient à obtenir la majorité relative des votes et des sièges. Celui-ci s'allie au Parti socialiste, pour former le premier gouvernement de gauche de la région, mené par le socialiste Aldo Viglione, qui dure pendant toute la législature.

## Mode de scrutin
Le conseil régional du Piémont (en italien : Consiglio Regionale del Piemonte) est constitué de 60 conseillers élus pour cinq ans au scrutin proportionnel avec vote préférentiel et sans seuil électoral dans six circonscriptions plurinominales qui correspondent aux provinces.
Chaque électeur peut exprimer jusqu'à trois votes de préférence sur la liste à laquelle il accorde son suffrage. Les mandats sont ensuite répartis à la proportionnelle d'Hagenbach-Bischoff. Les sièges sont ensuite pourvus par les candidats comptant le plus grand nombre de voix préférentielles.
Les mandats qui n'ont pas été attribués à l'issue du premier décompte et les voix qui n'ont pas été utilisées sont rassemblés au niveau régional et distribués à la proportionnelle de Hare. Ils sont attribués, pour chaque parti, dans les provinces en fonction du ratio entre les votes restants et le total des suffrages exprimés.

### Répartition des sièges
| Provinces  | Sièges | +/-           |
| ---------- | ------ | ------------- |
| Alexandrie | 7      | en stagnation |
| Asti       | 2      | en stagnation |
| Coni       | 8      | 1             |
| Novare     | 6      | 1             |
| Turin      | 32     | en stagnation |
| Verceil    | 5      | en stagnation |
| Total      | 60     | en stagnation |

## Principales forces politiques
| Parti | Parti                                                                                   | Idéologie                                                  |
| ----- | --------------------------------------------------------------------------------------- | ---------------------------------------------------------- |
|       | Démocratie chrétienne Democrazia Cristiana                                              | Centre Démocratie chrétienne, antifascisme, anticommunisme |
|       | Parti communiste italien Partito Comunista Italiano                                     | Gauche Communisme, eurocommunisme, marxisme-léninisme      |
|       | Parti socialiste italien Partito Socialista Italiano                                    | Gauche Socialisme, réformisme, marxisme                    |
|       | Parti social-démocrate italien Partito Socialista Democratico Italiano                  | Centre gauche Social-démocratie, socialisme                |
|       | Parti libéral italien Partito Liberale Italiano                                         | Centre droit Libéralisme, libérisme                        |
|       | Mouvement social italien – Droite nationale Movimento Sociale Italiano–Destra Nazionale | Extrême droite Néofascisme, nationalisme, anticommunisme   |
|       | Parti républicain italien Partito Repubblicano Italiano                                 | Centre Républicanisme, mazzinisme                          |

## Résultats

### Voix et sièges
|                        |                                                      |           |       |      |        |               |  |  |  |  |  |  |  |  |
| Parti                  | Parti                                                | Voix      | %     | +/-  | Sièges | +/-           |  |  |  |  |  |  |  |  |
|                        | Démocratie chrétienne (DC)                           | 956 356   | 32,44 | 0,39 | 20     | en stagnation |  |  |  |  |  |  |  |  |
|                        | Parti communiste italien (PCI)                       | 932 888   | 31,65 | 2,26 | 20     | 2             |  |  |  |  |  |  |  |  |
|                        | Parti socialiste italien (PSI)                       | 417 763   | 14,17 | 1,25 | 9      | 1             |  |  |  |  |  |  |  |  |
|                        | Parti social-démocrate italien (PSDI)                | 176 412   | 5,98  | 1,39 | 3      | 1             |  |  |  |  |  |  |  |  |
|                        | Parti libéral italien (PLI)                          | 174 728   | 5,93  | 0,91 | 3      | 1             |  |  |  |  |  |  |  |  |
|                        | Mouvement social italien – Droite nationale (MSI-DN) | 117 724   | 3,99  | 0,31 | 2      | en stagnation |  |  |  |  |  |  |  |  |
|                        | Parti républicain italien (PRI)                      | 98 155    | 3,33  | 0,26 | 2      | en stagnation |  |  |  |  |  |  |  |  |
|                        | Parti d'unité prolétarienne (PdUP)                   | 29 656    | 1,01  | Nv.  | 1      | 1             |  |  |  |  |  |  |  |  |
|                        | Démocratie prolétarienne (DP)                        | 24 998    | 0,85  | Nv.  | 0      | en stagnation |  |  |  |  |  |  |  |  |
|                        | Union piémontaise (UP)                               | 15 627    | 0,53  | Nv.  | 0      | en stagnation |  |  |  |  |  |  |  |  |
|                        | Autres                                               | 3 531     | 0,12  | -    | 0      | -             |  |  |  |  |  |  |  |  |
|                        |                                                      |           |       |      |        |               |  |  |  |  |  |  |  |  |
| Suffrages exprimés     | Suffrages exprimés                                   | 2 947 838 | 92,09 |      |        |               |  |  |  |  |  |  |  |  |
| Votes blancs           | Votes blancs                                         | 155 743   | 4,86  |      |        |               |  |  |  |  |  |  |  |  |
| Votes nuls             | Votes nuls                                           | 97 577    | 3,05  |      |        |               |  |  |  |  |  |  |  |  |
| Total                  | Total                                                | 3 201 158 | 100   | -    | 60     | en stagnation |  |  |  |  |  |  |  |  |
| Abstention             | Abstention                                           | 297 521   | 8,50  |      |        |               |  |  |  |  |  |  |  |  |
| Inscrits/Participation | Inscrits/Participation                               | 3 498 679 | 91,50 |      |        |               |  |  |  |  |  |  |  |  |

## Conséquences
Le 28 juillet 1980, le conseiller socialiste Ezio Enrietti est investi président de la région, à la tête d'une nouvelle coalition de gauche (PCI-PSI) auquel s'ajoute le PSDI. Ce gouvernement dure un peu moins de trois ans, pour être remplacé par son prédécesseur, Aldo Viglione, mais, cette fois, à la tête d'une coalition dite pentapartito, constitué de la DC, du PSI, du PSDI, du PRI, et du PLI.